# Harald Berger
Harald „Hari“ Berger (* 31. Oktober 1972 in Linz; † 20. Dezember 2006 in Hintersee) war ein österreichischer Bergsteiger und Weltmeister im Eisklettern.

## Leben
Harald Berger wuchs in Linz auf und begann 1986 mit dem Klettern. In Salzburg belegte er das Studium der Sportwissenschaften, das er im Jahr 1996 mit dem akademischen Grad Mag. phil. abschloss. Beruflich war er Bergführer und betrieb den Bergsport als Profi.
Harald Berger war in allen Facetten des Klettersports unterwegs. Besonders erfolgreich war er als Eis- und Mixed-Kletterer. So gelang ihm unter anderem die zweite Begehung der Mixed-Route The Game (M13/Kanada), wohl bis 2006 die schwerste Mixed-Route der Welt. Im Jahr 2002 wurde er erstmals Sieger des Eiskletter-Weltcups und gewann ihn in den Jahren 2003 und 2006 abermals. 2003 wurde er auch Weltmeister und verteidigte den Titel in den Jahren 2004 und 2005. Am Felsen kletterte er ebenfalls extrem schwer. Ihm gelang die erste Wiederholung der sogenannten „Alpentrilogie“: Des Kaisers neue Kleider (8b+/9 SL), The End of Silence (8b+/11 SL), Silbergeier (8b+/6 SL). Auch in den Sportarten Base-Jumping und Skydiving blieb er erfolgsverwöhnt.
Am Nachmittag des 20. Dezember 2006 kletterte Harald Berger in der Eiskapelle im Griessbachgraben unterhalb des Wieserhörndls in der Osterhorngruppe. Als wahrscheinlich gilt, dass durch einen Pickelschlag die überhängende Eisscholle gelöst wurde und abbrach. Sein Körper wurde unter dieser gewaltigen Eisplatte mit einem geschätzten Gewicht von 150 Tonnen begraben. Harald Bergers Leichnam konnte erst nach mehreren Stunden geborgen werden, da sich die Bergungsarbeiten sehr schwierig gestalteten.
Harald Berger hinterließ seine Ehefrau und eine gemeinsame Tochter, die nur wenige Stunden nach dem tödlichen Unfall geboren wurde.